# Agatha Raisin e il mago di Evesham
Agatha Raisin e il mago di Evesham è l'ottavo romanzo giallo di Marion Chesney, scritto con lo pseudonimo di M. C. Beaton.

## Trama
Agatha si trova a dover affrontare il momento più temuto: le sono spuntati i primi capelli grigi! Dopo aver provato, con esiti disastrosi, svariati metodi casalinghi, decide di seguire il consiglio di alcune sue amiche e si rivolge ad un parrucchiere di una città vicina. Questo parrucchiere, tale "Mr John" Shawpart, è stato soprannominato il "mago di Evesham" per la sua bravura.  I risultati sui capelli di Agatha sono ottimi, e lei inizierà a frequentare sempre più spesso il suo Salone. Mr John, oltre ed essere bravo, ha anche un notevole fascino e Agatha cadrà tra le sue braccia in breve tempo. Questa situazione idilliaca però è destinata a terminare in seguito all'assassinio del parrucchiere. Agatha comincerà ad indagare e a scavare nel passato, non molto limpido, della vittima grazie anche all'aiuto del suo "complice" sir Charles.

## Personaggi
- Agatha Raisin: protagonista e voce narrante
- Sir Charles Fraith: amico di Agatha noto per essere piuttosto avaro
- Bill Wong: detective della polizia e amico
- Mrs Margaret Bloxby: moglie del pastore

## Edizioni
- M. C. Beaton, Agatha Raisin e il mago di Evesham, traduzione di Marina Morpurgo, Astoria Edizioni, 2013,  p. 231, ISBN 978-88-96919-73-6.